# Сујеверје
Сујеверје или празноверје представља квазирелигијска и неразумна веровања да су збивања у будућности узрокована одређеним магијским радњама, без логичног узрочно/последичног односа између чињења тих радњи и догађаја у будућности. 
Сваки народ или етничка заједница у свом фолклору имају одређене врсте сујеверја и празноверја, али су нека од њих преобликована у обележја савремене поп културе.

## Сујеверне радње
- Када неко крене из куће на испит или други важан посао, за њиме се просипа вода
- Када се сретне оџачар, за кога се иначе сматра да доноси срећу, треба на капуту заврнути дугме у круг и по могућству украсти му неку длаку из четке
- Црна мачка доноси несрећу, те ако пређе неком преко пута, треба се вратити тј. не пресецати својим кретањем пут којим је прошла мачка.
- Млада треба на себи да има и нешто старо и нешто ново
- Девојка која прва ухвати бидермајер који млада, окренута леђима, баца неудатим девојкама, прва ће се удати од присутних.
- Ујутру приликом устајања из кревета треба прво стати на десну ногу, иначе ће тог дана све ићи лоше.

## Законска забрана уРепублици Србији
Законом о јавном реду и миру Републике Србије који је донет 2016. године у члану 15, ставци Узнемиравање грађана врачањем, прорицањем или сличним обмањивањем, у шта се може убрајати астрологија, тарот, нумерологија и друга паганска/политеистичка (многобожачка) веровања стоји:
Kо се бави врачањем, прорицањем судбине, тумачењем снова или сличним обмањивањем на начин којим узнемирава грађане или нарушава јавни ред и мир - казниће се новчаном казном од 10.000 до 50.000 динара или радом у јавном интересу од 40 до 120 часова.— Закон о јавном реду и миру Републике Србије